# 윤도현의 MUST
《윤도현의 MUST》는 2011년 7월 5일부터 2013년 5월 14일까지 방영한 Mnet의 음악 전문 텔레비전 프로그램이다.

## 방영 목록

### 2011년
| 회차 | 방송일    | 출연자 |
| ---- | --------- | --- |
| 1회  | 7월 5일   | 윤도현, 허준, 백지영, 손호영, 김제동, 박시연 손수경, 신해철, 넥스트, 타이거 JK(깜짝출연), 인순이                                                                                   |
| 2회  | 7월 12일  | YB, 바다, 정엽, 공현주, 서영은, 노브레인 |
| 3회  | 7월 19일  | YB, 린, 김현중, 이은미, 크라잉넛, 포맨 |
| 4회  | 7월 26일  | 윤도현, 천상지희 더 그레이스, W & Whale, 알렉스, 이민기, 구준엽 |
| 5회  | 8월 2일   | YB, 김현숙, 스키조, 백두산, 몽니, 다섯 손가락 |
| 6회  | 8월 9일   | 윤도현, 장혜진, 엠블랙, 장재인, 임정희, 조문근, 김지수, 손수경 |
| 7회  | 8월 16일  | 윤도현, 허준, 마이티 마우스, 화요비, 옥상달빛, 김광진, 이정, N-Train |
| 8회  | 8월 23일  | YB, 간미연, 이현, 알리, 김종서, 윈디 시티 |
| 9회  | 8월 30일  | YB, 서인국, 자우림, 린, 이승열, 이병진 |
| 10회 | 9월 6일   | 윤도현, 이소은, 김태우, 케이윌, 허준, 틴탑, 안녕바다, 최정윤 |
| 11회 | 9월 14일  | 윤도현, 허준, 백지영, 바다, 서인국, 승호, 김현중 정엽, 간미연, 이현, 린, 박시연, 마이티 마우스, 신해철 김종서, 엠블랙, 이소은, 백두산, 이은미, 자우림                              |
| 12회 | 9월 20일  | 코요태, 포미닛, 손호영, 구준엽, 박미경 칵스, 린, 윤도현, 허준 |
| 13회 | 9월 27일  | 윤도현, 허준, 부활, 윤시내, 손호영, 린 Super Junior K.R.Y., 소울스타, 진주 |
| 14회 | 10월 4일  | 윤도현, 성시경, 김조한, 린, 손호영, 백지영, 허준 |
| 15회 | 10월 11일 | 윤도현, 린, 김경진, 8eight, 델리 스파이스, 원미연 |
| 16회 | 10월 18일 | 윤도현, 김건모, 손호영, 린, 박칼린, 남경주, 최재림 |
| 17회 | 10월 25일 | 윤도현, 손호영, 린, 클로버, 허준, 피아, 성훈 |
| 18회 | 11월 1일  | 10 cm, 하하, 손호영, 린, 윤손하, 윤도현, 허준 |
| 19회 | 11월 8일  | 윤도현, 린, 손호영, 45RPM, DJ DOC, 허준, Simon D. |
| 20회 | 11월 15일 | 윤도현, 이문세, 손호영, 린, 허준 |
| 21회 | 11월 22일 | 윤도현, 허준, 울랄라세션, 투개월, 김도현, 크리스티나 러브 리, 신지수, 손예림 |
| 22회 | 12월 6일  | 정진운, YB |
| 23회 | 12월 13일 | 윤도현, 서인영, 이소라, 김보경, 오윤혜 |
| 24회 | 12월 20일 | 윤도현, 허준, 제국의아이들, 노을, 정엽, 이민정 |
| 25회 | 12월 27일 | 윤도현, 10cm, 성시경, 하하, 김조한 예성, 규현, 코요태, 김태원, 부활, 김건모 안영미, 이소라, 남경주, 박칼린, 백지영, 이문세, 허준, Simon D. 임윤택, 슈퍼스타K 3, 정진운, 린, 손호영 |

### 2012년
| 회차 | 방송일    | 출연자                                                                                                   |
| ---- | --------- | --- |
| 26회 | 1월 7일   | 윤도현, 허준, 보이프렌드, 일렉트로 보이즈, 공형진, 팀, 투개월                                            |
| 27회 | 1월 14일  | 윤도현, 유리상자, 린, JK 김동욱, 투개월                                                                  |
| 28회 | 1월 21일  | 윤도현, 다이나믹 듀오, 정준일, 린, M.I.B                                                                 |
| 29회 | 1월 28일  | 크리스티나 러브 리, 이승환, 다이나믹 듀오                                                                |
| 30회 | 2월 4일   | 윤도현, 틴탑, 조성모, 리사, 헤이즈                                                                       |
| 31회 | 2월 11일  | 윤도현, 알렉스, 이현, NS 윤지, 박정아, 헤이즈                                                            |
| 32회 | 2월 18일  | 윤도현, 부가킹즈, 조규찬, 크리스티나 러브 리                                                             |
| 33회 | 2월 25일  | 윤도현, 세븐, 이유리, 미료                                                                               |
| 34회 | 3월 3일   | 윤도현, 스윗 소로우, 이현, 에반                                                                          |
| 35회 | 3월 17일  | 윤도현, 신치림, 박재범                                                                                   |
| 36회 | 3월 24일  | 윤도현, 존 박, FT아일랜드                                                                                |
| 37회 | 3월 31일  | 윤도현, 버스커 버스커, BMK                                                                               |
| 38회 | 4월 7일   | 윤도현, 미쓰에이, 2AM                                                                                    |
| 39회 | 4월 14일  | 윤도현, 김경호, 어반 자카파                                                                              |
| 40회 | 4월 21일  | 윤도현, 김광민, MC 스나이퍼, 더 자두                                                                     |
| 41회 | 4월 28일  | 윤도현, 신화                                                                                             |
| 42회 | 5월 5일   | 윤도현, 신화, 부가킹즈, 박재범                                                                           |
| 43회 | 5월 12일  | 윤도현, 허각, 김예림, 데이브레이크                                                                       |
| 44회 | 5월 19일  | 윤도현, 윈디 시티, 루드 페이퍼, 박기영                                                                   |
| 45회 | 5월 26일  | 윤도현, 허준, 이현, 간미연, 넬                                                                           |
| 46회 | 6월 2일   | 윤도현, 리쌍                                                                                             |
| 47회 | 6월 9일   | 윤도현, 백지영, 윤하, 박미경                                                                             |
| 48회 | 6월 16일  | 윤도현, 이승환, 신치림, 존 박 신화, 버스커 버스커, 허각, 유성은 스윗 소로우, 이현, BMK                   |
| 49회 | 6월 23일  | 윤도현, 크라잉넛, 형돈이와 대준이                                                                        |
| 50회 | 6월 30일  | 윤도현, 김조한, 박정현                                                                                   |
| 51회 | 7월 7일   | 윤도현, 부활, 몽니                                                                                       |
| 52회 | 7월 14일  | 윤도현, 봄여름가을겨울, 톡식                                                                             |
| 53회 | 7월 21일  | 윤도현, 오만석, 김호영, 이영미, 정성화                                                                   |
| 54회 | 7월 28일  | 윤도현, 허준, 김C, 나비, 페퍼톤스, 핸섬피플                                                              |
| 55회 | 8월 4일   | 윤도현, 하우스룰즈, MC 스나이퍼, DJ 서로, 김현정 DJ Pandol, 강드레아, 칵스, 리듬파워, 아지아틱스         |
| 56회 | 8월 11일  | 윤도현, 장기하와 얼굴들, 김진표, 유성은, SAZA최우준                                                      |
| 57회 | 8월 18일  | 윤도현, 더블 케이, 바비 킴, 부가킹즈, 하하, 스컬                                                         |
| 58회 | 8월 25일  | 윤도현, 스컬, 하하, Lasse Lindh, 연진, UV                                                                |
| 59회 | 9월 1일   | 윤도현, 다이나믹 듀오, 이소라, 이소은, 이문세, 윤도현 밴드                                               |
| 60회 | 9월 8일   | 윤도현, 허준, 형돈이와 대준이, 존 박, miss A 버스커 버스커, 김경호, 신화, 리쌍, BMK                      |
| 61회 | 9월 15일  | 윤도현, 넬, UV, 몽니, 장기하와 얼굴들, 리쌍                                                              |
| 62회 | 10월 20일 | 윤도현, 한상원 밴드, 사랑과 평화, 정승원                                                                 |
| 63회 | 10월 29일 | 윤도현, 데이브레이크, 10 cm                                                                              |
| 64회 | 11월 3일  | 윤도현, 에픽하이                                                                                         |
| 65회 | 11월 10일 | 윤도현, 허준, 이석훈, JK 김동욱, 윤건                                                                    |
| 66회 | 11월 17일 | 윤도현, 허준, 김신의, 다나, 김다현, 뮤지컬 [마리아 마리아] 앙상블 고유진, 윤복희, 강효성, 전수미, 도원경 |
| 67회 | 11월 25일 | 윤도현, 판타스틱 드럭스토어, 이디오테잎, 톡식, 피아                                                      |
| 68회 | 12월 8일  | 윤도현, 들국화, 장기하와 얼굴들 POE, 로맨틱펀치, 게이트 플라워즈                                         |
| 69회 | 12월 15일 | 윤도현, 허준, 들국화, 길, 장기하와 얼굴들 POE, 로맨틱펀치, 게이트 플라워즈                               |
| 70회 | 12월 22일 | 윤도현 밴드                                                                                              |

### 2013년
| 회차 | 방송일   | 출연자                                                                  |
| ---- | -------- | ----------------------------------------------------------------------- |
| 71회 | 1월 5일  | 윤도현, 김그림, 긱스, 김성규, 브릭, 하우스룰즈, NS 윤지                 |
| 72회 | 1월 12일 | 윤도현, 허준, 김성주, 이정 로이킴, 홍대광, 딕펑스, 정준영, 유승우       |
| 73회 | 1월 19일 | 윤도현&김종서, 슈퍼 키드, 가비엔제이, 김완선, 신대철, 카도프로젝트      |
| 74회 | 1월 26일 | 윤도현, 장윤주, 제이레빗, 로맨틱멜로디초비, 라즈베리필드                |
| 75회 | 2월 2일  | 윤도현, 정엽, 제아, 클래지콰이                                          |
| 76회 | 2월 9일  | 윤도현, 허준, 배치기, 양지원, 써니힐, 어반 자카파                       |
| 77회 | 2월 16일 | 윤도현, 한영애, 알리, 씨스타19                                          |
| 78회 | 2월 23일 | 윤도현, 허준, 김현철, 015B, 옥상달빛, 김태균                            |
| 79회 | 3월 2일  | 윤도현, 포맨, 박혜경, 인피니트H                                         |
| 80회 | 3월 9일  | 윤도현, 정인, 조정치, 김영호, 김태원, 허각, 허준                        |
| 81회 | 3월 16일 | 윤도현, 김태우, 김진호, 임정희, Ryan Leslie                             |
| 82회 | 3월 26일 | 윤도현, 샤이니, 코어매거진, 버벌진트, 솔루션스, 강민희                  |
| 83회 | 4월 2일  | 윤도현, 황정민, 유준상, 봄여름가을겨울                                  |
| 84회 | 4월 9일  | 윤도현, 허준, 김경호, BMK, 성훈, 로맨틱펀치                             |
| 85회 | 4월 16일 | 윤도현, 더 원, JK 김동욱, 물렁곈, 남궁연                                |
| 86회 | 4월 23일 | 윤도현, 다비치, 홍대광, 이정                                            |
| 87회 | 4월 30일 | 윤도현, 허준, 36.5˚C, 진달래 밴드                                       |
| 88회 | 5월 7일  | 윤도현, 김경호, 봄여름가을겨울, 데이브레이크, 10cm, 015B, 한영애        |
| 89회 | 5월 14일 | 윤도현, 델리스파이스, 윈디시티, 데이브레이크, 제이레빗, 크라잉 넛, 피아 |

## 같이 보기
- MUST